# Bokatauka
Bokatauka (biał. Бокатаўка; ros. Бокотовка) – wieś na Białorusi, w obwodzie mohylewskim, w rejonie mohylewskim, w sielsowiecie Zawadskaja Słabada, nad Arlanką.